# 1995 في المكسيك
فيما يلي قوائم الأحداث التي وقعت خلال عام 1995 في المكسيك.

## برامج ومسلسلات وأنمي
- ماريا لا ديل باريو

## مواليد

### أبريل
- 18 أبريل – أليخاندرا سيسنيروس لاعبة كرة مضرب مكسيكية.
- 22 أبريل – فيكتوريا رودريغيز لاعبة كرة مضرب مكسيكية.

### يونيو
- 23 يونيو – دانا باولا[1]

### يوليو
- 30 يوليو – هيرفينغ لوزانو لاعب كرة قدم مكسيكي.[2]

### أغسطس
- 24 أغسطس – دانييلا فيلاسكو لاعبة بارالمبية مكسيكية.

## وفيات

### يناير
- 21 يناير – إدوارد هيدالجو (مواليد 1912) سياسي أمريكي.[3]

### أبريل
- 17 أبريل – بينيتا غاليينا (مواليد 1903) كاتبة وناشطة مكسيكية.

### يوليو
- 26 يوليو – جورج رومني (مواليد 1907) سياسي أمريكي.[4]

### سبتمبر
- 8 سبتمبر – خوسيه لويس غونزالز دافيلا (مواليد 1942) لاعب كرة قدم مكسيكي.

### أكتوبر
- 18 أكتوبر – كلاوديو بروك (مواليد 1927) ممثل مكسيكي.[5]